# Człowiek z przeszłością
Człowiek z przeszłością (Out of the Past) − amerykański film kryminalny z 1947 roku w reżyserii Jacques’a Tourneura, na podstawie powieści Build My Gallows High Geoffreya Homesa.

## Główne role
- Robert Mitchum – Jeff Bailey/Jeff Markham
- Kirk Douglas – Whit Sterling
- Jane Greer – Kathie Moffat
- Rhonda Fleming – Meta Carson
- Richard Webb – Jim
- Steve Brodie – Fisher
- Virginia Huston – Ann
- Paul Valentine – Joe